# Irving Cummings
Irving Cummings (Nova Iorque, 9 de outubro de 1888 — Los Angeles, 18 de abril de 1959) foi um ator, produtor, roteirista e diretor de cinema estadunidense. Ele ficou conhecido pelos grandes musicais em technicolor das década de 1930 e 1940, estrelado por atrizes como Alice Faye, Betty Grable, Carmen Miranda e Shirley Temple (Little Miss Broadway, 1938), que ele dirigiu para 20th Century Fox.

## Filmografia
Ator
- The Three of Us (1914)
- The Diamond from the Sky (1915)
- The World's Great Snare (1916)
- The Whip (1917)
- The Woman Who Gave (1918)
- Don't Change Your Husband (1919)
- Her Code of Honor (1919)
- Some Bride (1919)
- Secret Service (1919)
- What Every Woman Learns (1919)
- Auction of Souls (1919)
- Everywoman (1919)
- The Tree of Knowledge (1920)
- Sex (1920)
- The Saphead (1920)
- The Round-Up (1920)
- The Blasphemer (1921)
- The Devil and Miss Jones (1941) (não creditado)

Diretor
- Flesh and Blood (1922)
- As Man Desires (1925)
- The Johnstown Flood (1926)
- Dressed to Kill (1928)
- The Port of Missing Girls (1928)
- Romance of the Underworld (1928)
- Behind That Curtain  (1929)
- In Old Arizona (1929)
- A Devil with Women (1930)
- A Holy Terror (1931)
- Grand Canary (1934)
- Curly Top (1935)
- Girls' Dormitory (1936)
- Vogues of 1938 (1937)
- Little Miss Broadway (1938)
- Just Around the Corner (1938)
- The Story of Alexander Graham Bell (1939)
- Hollywood Cavalcade (1939)
- Everything Happens at Night (1939)
- Down Argentine Way (1940)
- That Night in Rio (1941)
- Belle Starr (1941)
- Louisiana Purchase (1941)
- Springtime in the Rockies (1942)
- My Gal Sal (1942)
- What a Woman! (1943)
- Sweet Rosie O'Grady (1943)
- The Dolly Sisters (1945)
- Double Dynamite (1951)